# 宜阳街道 (宜君县)
宜阳街道，是中华人民共和国陕西省铜川市宜君县下辖的一个街道办事处。
2015年，陕西省民政厅批复同意将城关镇金盆、南塔2个村划归哭泉镇；撤销城关镇，设立宜阳街道办事处。

## 行政区划
宜阳街道下辖以下地区：
宜园社区、宜阳社区、城关村、教场村、曹塬村、罗沟村、黑家河村、牛家庄村、下官庄村、罗坪村、水塔村、崖尧村、丁家沟村、善家河村、迷家塔村、十五里铺村、寺沟村和十里铺村。